# East Lynne (pel·lícula de 1931)
East Lynne és una pel·lícula de la Fox Film Corporation dirigida per Frank Lloyd i protagonitzada per Ann Harding, Clive Brook i Conrad Nagel. Basada en la novel·la homònima d’Ellen Wood adaptada per Tom Barry i Bradley King, es va estrenar el 1 de març de 1931. La pel·lícula va ser nominada a l'Oscar a la millor pel·lícula en l'edició d'aquell any però va perdre davant de “Cimarron”.

## Argument
El casament de Lady Isabel Dane no és ben rebut per part d'alguns membres de la societat londinenca, que veuen el seu marit, Robert Carlyle, com un mer advocat rural amb diners. A la recepció, Isabel promet als seus convidats que portarà Mayfair a East Lynne, la casa de camp del seu marit. A East Lynne, Isabel descobreix que Cornelia, la germana de Robert, vol mantenir el seu estil de vida que contrasta molt amb el que Isabel està acostumada a mantenir a Londres. Tres anys després, els únics moments d'alegria d'Isabel els passa amb el seu fill William, tot i que Cornelia intenta governar fins i tot aquesta relació. Robert, que vol fer carrera parlamentària, ha permès que les maneres de Cornelia dictin la seva vida.
Un dia torna de Londres amb el capità Francis Levison, un diplomàtic que una vegada va estar enamorat d’Isabel. Robert anuncia que no pot anar al proper ball del comtat a causa d'un cas a la cancelleria. Levison s'ofereix a escortar Isabel i Cornelia, però la nit del ball, Cornelia diu que té mal de cap i que no pot anar-hi. Desafiant la seva cunyada, Isabel decideix anar-hi sola amb Levison. Mentre balla i coqueteja amb els homes del ball recupera breument la vida que va deixar a Mayfair. Quan tornen, Levison li fa un petó apassionat i ella corre cap a la seva habitació. Cornelia veu llavors que Levison entra a l'habitació d’Isabel. L'endemà, després que Levison hagi marxat i Robert hagi tornat, Cornelia li explica al seu germà el que va veure. Encara que Isabel afirma que no va passar res, Robert no se la creu. Llavors Isabel decideix castigar-lo per haver deixat que Cornelia hagi destruït la seva harmonia i per no haver intentat mai conèixer-la. Quan ella amenaça de marxar amb William, Robert li contesta que William es queda però que ella ja pot marxar. Encara que Isabel es fa enrere i demana romandre allà, Robert sol·licita el divorci.
A Londres tots els amics d'Isabel la deixen de banda. Viatja a França i descobreix que Levison ha pujat al mateix vaixell per estar amb ella. Van a Viena on ell és expulsat del servei diplomàtic per fomentar l'opinió pública a favor de França en la seva disputa amb Prússia. Més tard confessa que va acceptar suborns dels francesos per poder comprar regals cars a Isabel. Isabel i Levison marxen cap a París en esclatar la guerra francoprussiana. Quan les malalties, la fam i la mort s'apoderen de París, Isabel decideix intentar tornar a Anglaterra per poder tornar a veure el seu fill. Levison, a qui no se li permet entrar a Anglaterra, vol que es quedi i es queixa que les seves extravagàncies van ser la causa de la seva ruïna. Mentre es barallen, una bomba cau sobre l’edifici i mata Levison.
Isabel és rescatada però li diuen que aviat quedarà cega. Aconsegueix tornar a Anglaterra i una nit, després que Robert i la seva nova dona Bàrbara hagin marxat sortit, Joyce, la criada, permet que Isabel es quedi a l'habitació d'en William mentre aquest dorm. Al matí, Isabel ja no hi pot veure. Li diu a Joyce que està contenta que la cara de William sigui l'última cosa que veurà mai. Quan Robert la troba allà, acomiada Joyce. Isabel explota d'ira i se'n va. Avergonyit, Robert la persegueix, però Isabel cau per un penya-segat i mor. Robert s'en dol mentre la porta dins.

## Repartiment
- Ann Harding (Lady Isabella)
- Clive Brook (capità William Levison)
- Conrad Nagel (Robert Carlyle)
- Cecilia Loftus (Cornelia Carlyle)
- Beryl Mercer (Joyce)
- O.P. Heggie (Lord Mount Severn)
- Flora Sheffield (Barbara Hare)
- David Torrence (Sir Richard Hare)
- J. Gunnis Davis (Dodson, el majordom)
- Eric Mayne (doctor)
- Ronnie Cosby (William de nen)
- Wallie Albright (William de noi)